# CAGE FORCE (2010年9月)
CAGE FORCE（ケージ・フォース）は、日本の総合格闘技団体「CAGE FORCE」の大会の一つ。2010年9月26日、東京都江東区有明のディファ有明で開催された。

## 大会概要
メインイベントでは「CAGE FORCE対パンクラス対抗戦」第1弾として現役ミドル級キング・オブ・パンクラシスト近藤有己対藤井陸平が行なわれ、藤井が3-0の判定勝ちを収めた。
第9試合でTKO勝ちを収めた市川ランデルマンは、試合後のマイクでパンクラスとの対抗戦出場をアピールした。
第8試合ではCAGE FORCE初となったグラップリングルールでの試合が行なわれ、徹肌ィ郎が開始51秒アームロックで村元宏基を降した。
プレリミナリーファイトで予定されていた北郷祐介対奥西章平の試合は奥西の負傷欠場により中止となった。

## 試合結果
第1試合 ライトヘビー級 3分3R
○  松本光正 vs.  土屋茂樹 ×
1R 1:15 TKO（レフェリーストップ：パウンド）
第2試合 フライ級 3分3R
○  板谷一樹 vs.  竹沢ひろあき ×
3R終了 判定3-0
第3試合 ウェルター級 3分3R
○  永木健二 vs.  岡野裕城 ×
1R 0:54 TKO（レフェリーストップ：左ストレート→パウンド）
第4試合 フェザー級 3分3R
○  咲田ケイジ vs.  井関遼 ×
3R終了 判定3-0
第5試合 ライト級 3分3R
○  宮崎直人 vs.  近藤定男 ×
3R終了 判定3-0
第6試合 ライトヘビー級 3分3R
○  辰巳豪人 vs.  鹿嶋浩勝 ×
1R 2:22 TKO（レフェリーストップ：パウンド）
第7試合 ライト級 3分3R
○  橋本朝人 vs.  堀本祐介 ×
3R終了 判定3-0
第8試合 グラップリングルール 68kg契約 5分1R
○  徹肌ィ郎 vs.  村元宏基 ×
1R 0:51 アームロック
第9試合 フェザー級 3分3R
○  市川ランデルマン vs.  長屋英一 ×
1R 0:49 TKO（ドクターストップ：瞼カット）
第10試合 フライ級 3分3R
○  タイガー石井 vs.  ナロンチャイ・ドラゴンテイルジム ×
1R 2:10 腕ひしぎ十字固め
第11試合 ミドル級 5分3R
○  藤井陸平 vs.  近藤有己 ×
3R終了 判定3-0